# Christian W. Schenk
Christian Wilhelm Schenk (n. 11 noiembrie 1951, Orașul Stalin, România)  este un medic, poet, eseist, editor și traducător trilingv româno-german-maghiar. Fost membru al Uniunii Scriitorilor din România și Germania, membru al Uniunii Mondiale a Medicilor scriitori  și directorul editurii independente  Dionysos pe care a înființat-o în anul 1986 în orașul Dortmund, aflându-se din 1988 în orașul Kastellaun, iar din 2009 până în prezent - în Boppard pe Rin, Renania-Palatinat, Germania. 

## Biografie
Christian W. Schenk (pseudonimul literar al dr. Wilhelm Schenk) a crescut în mica localitate minieră Concordia, unde a fost educat în trei limbi (germană, maghiară și română), tatăl lui fiind sas, iar mama maghiară. Mare parte din viață și-a petrecut-o în orașul Codlea, unde a terminat liceul unde a lucrat
până la plecarea definitivă 1976 în Germania.
La sfârșitul anilor '50 încep primele sale încercări literare, urmând ca în anul 1961 să publice prima sa poezie în revista pentru copii Luminița
 din București sub atenția primului său mentor literar (până în anul 1965) Tudor Arghezi (1880-1967)
. Al doilea său mentor, între anii 1964-1969, a fost poetul transilvănean Vasile Copilu-Cheatră (1912-1997) care la rândul lui a stat sub influențele tematice ale lui Aron Cotruș (1891-1961).
Clasele primare le-a absolvit în localitatea de baștină (1958-1962) urmând școala generală în localitatea vecină Vulcan județul Brașov din 1962 până în 1966. A urmat cu întreruperi liceul la Codlea
. Între 1971 și 1976 a lucrat ca sezonier
, operator cinematografic
, muncitor țesător, primitor-distribuitor. În 1974, urmând cursurile la seral, și-a luat bacalaureatul
. 
În 1976 Schenk a părăsit România stabilindu-se definitiv în Germania. Acolo a trebuit să urmeze un an și clasa a XIII-a pentru a i se recunoaște bacalaureatul german. În 1981 îl cunoaște, cu Vasile Copilu-Cheatră, la Portlligat lângă Cadaqués pe pictorul Salvador Dali,  care-i influențează în mod decisiv opera și mai ales metaforica de mai târziu.
Între 1977 și 1980 a absolvit în orașul Koblenz (landul Renania-Palatinat, Germania) tehnica dentară
, iar apoi, din 1980 până în 1985, a urmat Facultatea de Medicină la Universitatea Johannes Gutenberg din orașul Mainz. Și-a luat doctoratul în 1985 cu lucrarea de disertație „Despre situația handicapaților la locul de muncă”. Între 1986 și 1988 a lucrat ca medic asistent, iar în 1988 și-a deschis un cabinet particular
 în orașul Kastellaun aflat între râurile Rin și Mosela. În prezent locuiește în orașul Boppard pe Rin
.
Ca redactor șef al revistei trilingve „Convergențe Românești” (1984-1986)
 scrie un articol vehement împotriva așa-numitelor urbanizări sub dictatura lui Nicolae Ceaușescu, ceea ce-l face a fi declarat (1986) persona non grata. Totuși, Schenk scria mai departe în ambele limbi (făcând și traduceri din maghiară), având, însă, rezonanță doar în Vest. În 1991 a fost „reabilitat”
 de către Frontul Salvării Naționale, pe atunci sub conducerea lui Ion Iliescu, mai târziu primind și un „Brevet Prezidențial de la președintele Emil Constantinescu, înmânat de fostul Ministru al Culturii Ion Caramitru.
Fiind membru al Uniunii Scriitorilor din Germania și retras în semn de protest din Uniunea Scriitorilor din România, Union Mondiale des Écrivains Médecins
, American Romanian Academy of Arts and Sciences, al Uniunii Scriitorilor și Publiciștilor Medici din România
, în Balkanromanisten-Verband
 (Societatea Balcaniștilor Germani) și în Süd-Ost-Europa-Gesellschaft (Societatea Germană pentru Europa de sud-est), Schenk se străduiește să propage culturile germană și română, cât și legăturile dintre acestea în spațiile culturale Est-Vest. Un mare rol pentru promovarea literaturii române în spațiile de limbă germană l-a avut și înființarea editurii Dionysos.
Pentru meritele sale în legăturile culturale Est-Vest cât și pentru opera sa, Schenk a fost numit în anul 2000 Cetățean de Onoare al orașului Cluj-Napoca
.
În 2023 s-a retras în semn de protest din Uniunea Scriitorilor din România.

## Publicații
- Gedichte/Poezii, Editura „P“ Mainz 1981, ediție proprie;
- Zur Situation der Schwerbehinderten nach dem Schwerbehindertengesetz in der Fassung und der Bekanntmachung vom 8. Oktober 1979 (BGB.IS.1649) unter spezieller Berücksichtigung des Schwerbehinderten im Erwerbsleben, Johannes Gutenberg Universität, 1984 Mainz, Dissertation[39].
- Omina, Dortmund 1987, ediție proprie;
- Virgil Carianopol, Kastellaun 1988, Dionysos/Labyrint, ISBN 973-609-016-6;
- Răzeșul cuvintelor - Eseuri, Editura Phoenix, Mainz 1991, ISBN 3-98062-3-X;
- Strigătul morților, Editura Labyrint București 1991, ISBN 973-607-012-3;
- Testament, Editura Labyrint București 1991, ISBN 973-607-009-3;
- Răstignirea ultimului cuvânt, Editura Doris București, 1992, ISBN 973-95562-2-1;
- Lichtebbe (Reflux de lumină), Verlag Deutscher Autoren 1994, ISBN 3-88611-150-4;
- Blinder Spiegel (Oglinda oarbă), Edition „L“ Loßburg 1994, ISBN 3980387135;
- Semne, gratii și simboluri, Editura Dacia Cluj, ISBN 973-35-0477-7;
- Mandala, Dionysos Verlag 1996, ISBN 3-9803871-3-5;
- Două anotimpuri, toamna, Editura Helicon Timișoara 1997, ISBN 973-574-372-8;
- Poezii/Gedichte (Rumänisch/Deutsch), Cogito Verlag Oradea 1997, ISBN 973-9064-71-X;
- Vorbe sugrumate-n aer , Editura Cogito Oradea 1998, 2. Ed. II 1999, ISBN 973-9064-94-9;
- Poeme vechi și noi , Editura Axa Botoșani 2000, ISBN 973-8034-14-0;
- Elegii Coloconeze, Editura Cronica (Iași) 2000, ISBN 973-9206-70-0;
- 55 Poezii (Ediție specială la aniversarea vârstei de 55 de ani), editura Conta Piatra Neamț – 2006,  ISBN 973-86530-0-2;
- Suferind tăcerea (Opera omnia), ed. Tipo Moldova Iași – 2011,  ISBN 978-973-168-492-5;
- Ulița copilăriei (ediție restrânsă, bibliofilă), ed. Dionysos Boppard – 2013,  ISBN 978-393-342-702-1, Referențial: - 10:3933427030;
- Mihai Eminescu - Poezii/Gedichte,  Junimea, Iași – 2017, (Eminesciana bibliofil), ISBN 978-973-37-2000-3;
- Suferind tăcerea (Rumänische Gegenwartslyrik, dann 16), Independently published (21. Januar 2018) 2018, zweite Ausgabe, ISBN-10: 1976962943, ISBN-13: 978-1976962943;
- Paladinul - Poezii, Independently published, Dionysos (Boppard) 2017, , L.Nr. 978/5/22/31894;
- Wortwunde, Gedichte. Mit sechzehn Zeichnungen von Kaja Grabowicz, (Lyrik), Verlag Pop (Ludwigsburg) 2018, ISBN-10: 3863561651, ISBN-13: 978-3863561659;
- Antologie – Poetica: Cenaclul Poetic Schenk, Dionysos, Boppard, bod - ISBN 9783746092003;
- Pieta - Eine Auswahl rumänischer Lyrik, Dionysos, Boppard, 2018, ISBN 9781977075666;
- George Bacovia - Blei und andere Gedichte, Dionysos Boppard 2018, bod ISBN 9783746024974;
- SECHS RUMÄNISCHE DICHTER: Ausgewählt und übersetzt von Christian W. Schenk - (Ana Blandiana, Ion Caraion, Ștefan Augustin Doinaș, Marin Mincu, Emil Manu, Marin Sorescu) - Dionysos Independently published, Boppard, ISBN 978-1980320890
- Georg Trakl - Versuri; traducere prefață și comentarii de Christian W. Schenk. - Notă asupra ediției și note: Ioana Diaconescu, Editura Timpul 2019, ISBN 978-973-612-756-4
- Balans – Versuri, Editura Dionysos, Boppard 2019, ISBN 978-17179-8118-4
- Mihail Eminescu: Die schönsten Gedichte Eminescu's; Rumänische Lyrik, Dionysos Boppard, 2019 ISBN 9781983195815
- SCRISORI 1991-2012. Corespondență cu: Radu Beligan, Silviu Stănculescu, Laurențiu Ulici, Dinu Ianculescu, Ștefan Baciu, Eugen Simion, Ștefan Aug. Doinaș, Dumitru Micu, Marin Mincu, Ovid. S. Crohmălniceanu, Aurel Sasu, Marin Sorescu, Ana Blandiana, Cezar Ivănescu, Mihai Ursachi, Adrian Marino, Alexandru Lungu, Traian T. Coșovei, Mircea Zaciu, Gheorghe Bulgăr, Emil Manu, Radu Cârneci, Ioana Diaconescu, Mircea Petean, Ion Cristofor, Cassian Maria Spiridon, Lucian Vasiliu, Gellu Dorian, Ștefan Borbély, George Vulturescu, Gavril Matei Albastru, Lucian Chișu, Magda Cârneci, Florin Vasiliu, Gabriela Melinescu, Alexandru Cistelecan, Radu G. Țeposu, Iustin Panța, Ioan Țepelea, Vasile Copilu-Cheatră, Joachim Wittstock, Dan Tărchilă, Klaus Heitmann, Ion Caraion, Eugen Ionesco, Nicholas Catanoy, Mircea Eliade. Dionysosverlag Boppard 2019, ISBN 9781074943691
- Georg Trakl - VERSURI COMENTATE (Ed. II-a), Dionysos Verlag, Boppard pe Rin, 2019 ISBN 9781095625439
- Ioana Diaconescu- Entflügelt, Gedichte - Dionysos Verlag 2019, Boppart/Deutschland ISBN 978-1689716055
- Gellu Dorian- Der Müde Mann /Gedichte, Herausgeber und Übersetzer: Christian W. Schenk, ISBN 9781693137303, Imprint: Independently published, erste Ausgabe, Dionysos – 2019, 56154 Boppard
- Liviu Ioan Stoiciu,  Das verderben der Schönheit, Dionysos Boppard, 2020 ISBN 9781074943691;
- ROSARIEN: Rumänische Gegenwartslyrik 2020, 444 Seiten, Dionysos Boppard 2020, ISBN 979-8649287029
- Poetica sedecim: Poeme, Editura: Limes, Colecția - Magister; Cluj 2020, ISBN 9786067993752
- Christian W. Schenk - Exegeza înființării/ Eseuri critice și amintiri, ISBN 978-827-2454-35-9 Imprint: Independently published, erste Ausgabe, Dionysos – 2018, Boppard;
- Christian W. Schenk - Poetologie/ Partum skripturale, ISBN 978-827-2454-35-9 Dionysos – 2018, Boppard;
- Tristan Tzara - Kerzen im Draht, Dionysos Boppard 2018, BOD ISBN9798754670082
- Mircea Petean - Poemele Anei / Anas Gedichte, Dionysos/Limes Boppard 2020, bod ISBN 9783746024974
- Horia Gârbea - Der vergessene Traum, Dionysos Boppard 2020, ISBN 9798625419635
- Liviu Antonesei - Die Suche der Suche, Dionysos Boppard 2020, ISBN 9798646087998
- Magda Cârneci - Oh, meine Generation, Dionysos Boppard 2020, ISBN 9798642358887
- Nicolae Sava - Wenn diese Jahreszeit…, Dionysos Boppard 2020, ISBN 9798687455718
- Valeriu Stancu - Im Purpur des Schattens, Dionysos Boppard 2020, ISBN 9798651038848
- Vasile Igna - Periskop, Dionysos Boppard 2020, ISBN 9798635368015
- George Vulturescu - Blinde Augen weinen nicht, Dionysos Boppard 2020, ISBN 9798649287029
- Aura Christi - Der blaue Salon, Dionysos Boppard 2021, ISBN 9798682025138
- Nicolae Breban - Gesänge, Dionysos Boppard 2021, ISBN 9798574797365
- Christian W. Schenk - Rerum novarum, Dionysos Boppard 2021, ISBN 9798261055431
- Clelia Ifrim Selbstbildnis, Dionysos Boppard 2021, ISBN 9798732077247
- Christian W. Schenk - Din lirica germană contemporană/ Antologie, Dionysos Boppard 2021, ISBN 9798543857557
- Christian W. Schenk - Rerum novarum, Dionysos Boppard 2021, ISBN 9798451076385
- Theodor Damian Maria Eich, Dionysos Boppard 2021, ISBN 9798451076385
- Emilian Marcu Die Inkunabeln auf der Seeinsel, Dionysos Boppard 2021, ISBN 9798543857533
- Evelyne Maria Croitoru Die Träne der Zeit, Dionysos Boppard 2021, ISBN 9798725898231
- Gabriela Melinescu Paracelsus' rotes Barett, Dionysos Boppard 2021, ISBN 9798487055903
- Hilde Domin Hilde Domin în dialog cu Christian W. Schenk (1995) și poezii, Dionysos Boppard 2021, ISBN 9783754349182
- Friedrich Hölderlin Buna vestire - Poezii, Dionysos Boppard 2021, ISBN 9783753401270
- Horia Zilieru Durch das Gewölbe, Dionysos Boppard 2021, ISBN 9798460025770
- Ioan Flora Der Zustand, Dionysos Boppard 2021, ISBN 9798732077247
- Linda Maria Baros Die Autobahn A4 und andere Gedichte, Dionysos Boppard 2021, ISBN 9798588373098
- Lucian Blaga Die schönsten Gedichte, Dionysos Boppard 2021, ISBN 9798584782634
- Christian W. Schenk Ungarische Gegenwartslyrik/ Eine Auslese, Dionysos Boppard 2021, ISBN 9798486664458
- Mihai Ursachi Rätselring, Dionysos Boppard 2021, ISBN 9798494587756
- Mircea M. Pop Mohnblumen, Dionysos Boppard 2021, ISBN 9798472457859
- Niculina Oprea Tanz des Regens, Dionysos Boppard 2021, ISBN 9798576504084
- Nicolae Panaite Verlustbilder, Dionysos Boppard 2021, ISBN 9798547124747
- Coman Șova Der vorbeigehende Mann, Dionysos Boppard 2021, ISBN 9798714381768
- Simona-Grazia Dima Der Traum der kleinen Wesen, Dionysos Boppard 2021, ISBN 9798568884491
- Vasile Tudor Das Gleiche anders, Dionysos Boppard 2021, ISBN 9798554786587
- Victoria Milescu Jenseits der Einsamkeit, Dionysos Boppard 2021, ISBN 9798706326104
- Victor Albu Ahorn Paradies - Gedichte, Dionysos Boppard 2022, ISBN 9798416576905
- Ana Podaru Himmelsboten, Dionysos Boppard 2022, ISBN 9798423476168
- Ovidiu Cristian Dinică Untrennbare Stille, Dionysos Boppard 2022, ISBN 9798777611260
- Doina Guriță Glastränen, Dionysos Boppard 2022, ISBN 9798783893308
- Gabriela Chiran Eine Lilie über dem Mund, Dionysos Boppard 2022, ISBN 9798797242857
- Ilarie Voronca Die Prozession der Stille/ Gesammelte Gedichte, Dionysos Boppard 2022, ISBN 9798753496676
- Marius Chelaru Verlassens Dorf, Dionysos Boppard 2022, ISBN 9798790306112
- Mihaela Grădinariu Die Wörterkirche, Dionysos Boppard 2022, ISBN 9798405239750
- Ion Minulescu Einfach nur Gedichte, Dionysos Boppard 2022, ISBN 9798434507226
- Petőcz András Des Besuchs Erinnerung, Dionysos Boppard 2022, ISBN 9798419605169
- Radu Ulmeanu Ab Urbe condita, Dionysos Boppard 2022, ISBN 9798412417844
- Christian W. Schenk Omul cu firimituri, Dionysos Boppard, 2022, ISBN 9783754398326
- Constantin Marafet Rauschen - Gedichte, Dionysos Boppard 2022, ISBN 9798444770894
- Christian W. Schenk Scrisori 1991-2002 Vol. I, Dionysos Boppard 2022, ISBN 9783756228157
- Christian W. Schenk Scrisori 1991-2002 Vol. II, Dionysos Boppard 2022, ISBN 9783756228966
- Eugen Simion,  Ovid. S. Crohmălniceanu, Dumitru Micu,  Marin Mincu, Gheorghe Bulgăr, Emil Manu, Ștefan Borbély,  Theodor Damian,  Emilian Galaicu-Păun, Ioan Lazăr, Joachim Wittstock: Eseuri critice despre Schenk, Dionysos Boppard 2022, ISBN 9783750440746
- Menachem M. Falek Vaterssprache, Muttersprache, Dionysos Boppard 2022, ISBN 9798449964809
- Ion Minulescu Einfach nur Gedichte, Dionysos Boppard 2022, ISBN: 9798434507226
- Lucian Blaga Anthologie der rumänischen Volkspoesie, Artur Greive, Gerda Schüler,  Ion Taloș,  Dionysos Boppard 2022, ISBN 9798800875522
- Tristan Tzara Kerzen im Draht - Gesammelte Gedichte, Dionysos Boppard 2022, ISBN 9798754670082
- Christian W. Schenk Exegeze - Eseuri critice, Dionysos Boppard 2022, ISBN 9783756233601
- Tudor Arghezi - Auf einem Buch, Gedichte, ISBN 9798353740667, Erste deutsche Ausgabe: Dionysos– 2022 Boppard am Rhein;
- Else Lasker-Schüler - Pianul meu albastru, Gedichte, ISBN 9783756836048, Erste deutsche Ausgabe Dionysos 2022 Boppard am Rhein.
- Camelia Ioniță Mikesch, Engel mit irdenen Flügeln, Zweisprachig deutsch-rumänisch, Übersetzt von Renate Müller, Herausgeber: Christian W. Schenk, Dionysos – 2022 Boppard am Rhein ISBN  9783756292134
- Eugen Richard Popof, Unsterblichkeit, Gesamtwerke Bd. I und Bd. II, Herausgeber: Christian W. Schenk, DIONYSOS – 2023 Boppard am Rhein, ISBN  9783756809387
- Valentin Talpalaru - Rodions Leiter, Übersetzer: Christian W. Schenk, Dionysos – 2023, ISBN 9798367061673
- Eminescu - Afinități lirice de tinerețe 1869-1874, Valentin Coșereanu, Christian W. Schenk, Editura Junimea, 2022 ISBN 978-973-37-821-135-1
- Dumitru Chioaru - Tintengeruch, Übersetzt von Christian W. Schenk, ISBN  9798389754751
- Dumitru Crudu - Cantos,Übersetzt von Christian W. Schenk, ISBN  9798392494767
- Dumitru Velea - Lucifera und andere Gedichte, Übersetzt von Christian W. Schenk, ISBN  9798393633479
- Eugen Richard Popof - Unsterblichkeit, Gesamtwerke Bd. I,Herausgeber: Christian W. Schenk, ISBN  9783756809387
- Eugen Richard Popof - Unsterblichkeit, Gesamtwerke Bd. II,Herausgeber: Christian W. Schenk, ISBN  9783756809530
- Christian W. Schenk - Ultimul testament, Carte cu care nu-mi fac prieteni,ISBN 9783755756934
- Vasile Voiculescu - Gedichte und Prosa,Übersetzt von Christian W. Schenk, ISBN 9798395348876
- Rumänische Lyrikanthologie - Von den Anfängen bis heute BAND I, ISBN 9798854558914, Dionysos – 2023 Boppard am Rhein (Antologie de lirică română de la începuturi și până astăzi, Vol. I, (în VII volume).
- Rumänische Lyrikanthologie - Von den Anfängen bis heute, BAND II, ISBN 9798860210806, Dionysos – 2023 Boppard am Rhein (Antologie de lirică română de la începuturi și până astăzi, Vol. II, (în VII volume).
- Rumänische Lyrikanthologie - Von den Anfängen bis heute BAND III, ISBN 9798865738572, Dionysos – 2023 Boppard am Rhein (Antologie de lirică română de la începuturi și până astăzi, Vol. III, (în VII volume).
- Rumänische Lyrikanthologie - Von den Anfängen bis heute, BAND IV, ISBN 9798870998282, Dionysos – 2023 Boppard am Rhein (Antologie de lirică română de la începuturi și până astăzi, Vol. IV, (în VII volume).
- Rumänische Lyrikanthologie - Von den Anfängen bis heute BAND V, ISBN 9798878955898, Dionysos – 2024 Boppard am Rhein (Antologie de lirică română de la începuturi și până astăzi, Vol. V, (în VII volume).
- Rumänische Lyrikanthologie - Von den Anfängen bis heute BAND VI, ISBN 9798883724830, Dionysos – 2024 Boppard am Rhein (Antologie de lirică română de la începuturi și până astăzi, Vol. VI, (în VII volume).
- Rumänische Lyrikanthologie - Von den Anfängen bis heute BAND VII, ISBN 9798321302699, Dionysos – 2024 Boppard am Rhein (Antologie de lirică română de la începuturi și până astăzi, Vol. VII, (în VII volume).
- Călin Vlasie - Virtuell (Buch 1: Eingeloggt), Herausgegeben und übersetzt von Christian W. Schenk, Dionysos – 2024 Boppard, ISBN 9798879269567
- Ruxandra Cesereanu - Einhunderteins Gedichte, Herausgegeben und übersetzt von Christian W. Schenk, Dionysos – 2024 Boppard, ISBN 9798875670121
- Victor Munteanu - Sichtverwundung, Gedichte, Dionysos Boppard 2024, ISBN 9798338480786
- Virgil Diaconu - Die blaue Umarmung, Gedichte, Dionysos Boppard 2024, ISBN 9798323060856

#### Afilieri
- Co-fondator al Societății Române de Haiku (1991)[40][41], împreună cu membrii colegiului de redacție al revistei Haiku: Florin Vasiliu, Marin Sorescu, Ștefan Augustin Doinaș, Aurel Rău, Vasile Smărăndescu, Ion Acsan, Mihail Diaconescu;
- Uniunea Scriitorilor din România (1990-2023)[42];
- Uniunea Scriitorilor din Germania;
- Südosteuropa-Gesellschaft (Societatea Sud-Est Europeană);
- Balkanromanistenverband;
- Academia de Științe, Literatură și Arte - (ASLA);
- Junimea nouă - Muzeul Literaturii Române din Iași;
- American Romanian Academy of Arts and Sciences, ARA;
- Poezia - revistă de cultură - Colegiul redacțional, Iași;
- Scriptor - revistă de cultură a editurii Junimea - Colegiul redacțional, Iași.

#### Contribuții la:
Abataj, Adevărul literar și artistic, Aletheia - revistă de știință si dialog interdisciplinar, Almanahul Coresi, Anotimpuri literare, Antares, Apostrof, Arca, Archiv - Für das Studium der neueren Sprachen und Literaturen, Argo, Astra, Aurora, revista oamenilor de știință și a scriitorilor din Bihor, București - săptămânal de informare, Caiete Botoșănene, Caiete critice, Caietele, Poesis, Casa, Hermannstädter Wort, Contemporanul, Convergențe Românești, Convorbiri literare, Cronica, Dacia Literară, Deisis, Der Literat, Dimineața - cotidian de informare si opinie, Dichtungsring, Diplomat Club, Euphorion, Evenimentul cultural Iași, Foaie pentru minte, inimă și literatură, Gazeta de Botoșani, Gazeta de nord-vest, Gazeta de Transilvania, Gazeta Nouă Transilvană, Glasul națiunii (Duplex Chișinău-București), Haiku - revistă de interferențe româno-japoneze, Limbă si literatură, Hyperion, Independentul, Informația zilei, Jurnalul de Botoșani, Literatorul, Literatur Aktuell, Luceafărul, Mesager, Mesagerul Transilvan, Minerva, Monitor, Noua Gazetă de Vest, Observator cultural, Opinia/Iași, Ora 24, Origini, Romanian Roots The International Association of Romanian Writers and Artists, Poesis, Poezia, Renașterea bănățeană, Revista V, România Liberă, România literară, Romanian Business Journal - Romanian Review, Rostirea Românească, Revista Regal Literar, Sălajul Orizont, Sinteze, Steaua, Symposion, Timpul, Transilvania Express, Tribuna, Unitatea națională, Universul cărții, unu, Vatra, Viața românească, Viața Armatei, Viața medicală,  Sburătorul, Viața, TVR 1, TVR Cultural, TVR Iași, TVR Samtel, WDR Germania, SWR Germania, Diverse posturi de radio (București, Cluj, Satu Mare, Iași, Radio Cultural) Societatea Română de Radiodifuziune - Fonoteca de aur
(Au recitat: Radu Beligan, Dan Săndulescu, Anda Caropol, Silviu Stănculescu, Mitzura Arghezi, Cosma Brașoveanu, Colea Răutu)

#### Traduceri de cărți
- Cele mai frumoase balade germane de la Ludwig Uhland până la Ricarda Huch, Editura „Cartea Românească“ București 1971;
- Streiflicht – Eine Auswahl zeitgenössischer rumänischer Lyrik (81 rumänische Autoren), - "Lumina piezișă", antologie bilingvă cuprinzând 81 de autori români, Dionysos Verlag 1994, ISBN 3980387119;
- Dorin Popa: Poesis - Elf lyrische Miniaturen, Dionysos Verlag 1996, ISBN 3980387100;
- George Vulturescu: Augenlieder, Dionysos Verlag 1996, ISBN 3980387143;
- Lucian Vasiliu: Tanz der Monaden, Dionysos Verlag 1996, ISBN 3980387151;
- Ștefan Augustin Doinaș: Geboren in Utopia, Dionysos Verlag 1996, ISBN 398038716X;
- Marin Sorescu: Die Leere der Glocke, Dionysos Verlag 1997 und 2002, ISBN 3-933427-09-6;
- Emil Manu: Traum Stunde, Dionysos Verlag 1997, ISBN 3980387186;
- Dorin Popa: Niemand versteht mich, Polirom 1998, 973-683-059-4;
- Gellu Dorian: Niemandsinsel, Dionysos Verlag 1998, ISBN 3933427002;
- Valeriu Stancu: Wortwunde, Dionysos Verlag 1998, ISBN 3980387194;
- Ana Blandiana: Sternenherbst, Dionysos Verlag 1999 und 2002, ISBN 3-933427-08-8;
- Mihail Eminescu: Sämtliche Gedichte, Dionysos Verlag 2000, ISBN 3-933427-02-9;
- Cassian Maria Spiridon: Über den Wald, Dionysos Verlag 2002, ISBN 3-933427-07-X;
- Ion Caraion: Ein Garten ist in mir, Dionysos Verlag 2002, ISBN 3-933427-04-5;
- Aura Christi: Geflüster, Dionysos Verlag 2002, ISBN 3-933427-03-7;
- Marin Mincu: Drehung, Dionysos Verlag 2002, ISBN 3-933427-06-1;
- Viorela Codreanu Tiron: Fără titlu/Ohne Titel,  Amanda edit, București 2011, ISBN 978-606-8041-39-1;
- Mihai Eminescu - Poezii/Gedichte,  Junimea, Iași – 2017, (Eminesciana bibliofil), ISBN 978-973-37-2000-3;
- Valeriu Stancu: Wortwunde (Zweite Auflage), Dionysos 1999, 2002, 2018, ISBN-10: 1976963524, ISBN-13: 978-1976963520;
- Cassian Maria Spiridon: Mit Gedanken und mit Bildern, Dionysos, Boppard 2018, ISBN 9781980240341
- Marius Chelaru: Die Ecke des Bettlers, Gedichte/Poezii (Rumänische Gegenwartslyrik, Band 21/2018), Dionysos, Boppard, ISBN-10: 1976962781, ISBN-13: 978-1976962783;
- Pieta - Eine Auswahl rumänischer Lyrik, Dionysos, Boppard, 2018, ISBN 9781977075666;
- George Bacovia - Blei und andere Gedichte,  Dionysos Boppard 2018, bod ISBN: 9783746024974;
- Ioana Diaconescu -  Dafür ist der Engel – Gedichte, Dionysos Boppard 2018, ISBN 9781980729198
- Paulina Popa -  Winter des Engels – Gedichte, Dionysos Boppard 2018, ISBN 9781717888273
- Varujan Vosganian -  Auf unseren Spuren – Gedichte, Dionysos Boppard 2018, ISBN 9781983279218
- Ion Cristofor -  Am Rand der Kaffeetasse – Gedichte, Dionysos Boppard 2018, ISBN 9781719860338
- Mihail Eminescu: Die schönsten Gedichte Eminescu's, Rumänische Lyrik, Dionysos Boppard, 2019 ISBN 9781983195815
- Clasici germani: Johann Wolfgang Goethe, Friedrich Schiller, Adelbert von Chamisso, Friedrich Hölderlin, Christian Morgenstern, Heinrich Heine, Georg Trakl, Ludwig Uhland, Joachim Ringelnatz, Wilhelm Busch, Paul Celan, Rainer Maria Rilke, Dionysos, Boppard, 2019 ISBN: 9781095011027
- Scrisori 1991-2002, Corespondență cu :Florența Albu, George Astalos, Ștefan Baciu, Nicolae Balotă, Radu Beligan, Ana Blandiana, Gheorghe Bulgăr, Radu Cârneci, Vasile Copilu-Cheatră, Traian T. Coșovei, Ovid S. Crohmălniceanu, Ioana Diaconescu, Ștefan Augustin Doinaș, Klaus Heitmann, Dinu Ianculescu, Cezar Ivănescu, Miron Kiropol, Alexandru Lungu, Emil Manu, Adrian Marino, Gabriela Melinescu, Dumitru Micu, Marin Mincu, Paul Miron, Augustin Pop, Aurel Sasu, Dan Săndulescu, Mircea Sântimbreanu, Eugen Simion, Marin Sorescu, Cassian Maria Spiridon, Silviu Stănculescu, Adrian Suciu, Radu G. Țeposu, Laurențiu Ulici, Mihai Ursachi, George Vulturescu, Joachim Wittstock, Mircea Zaciu, Valeriu Anania, Dionysos - Boppard, 2019 ISBN 9781074943691 Formst DIN A4, 600 pagini cu fotografii și scrisori olografe. Ediție restrânsă, 50 de exemplare numerotate și semnate!
- Georg Trakl - VERSURI COMENTATE (Ed. II-a), Dionysos Verlag, Boppard pe Rin, 2019 ISBN 9781095625439
- Ioana Diaconescu - Entflügelt, Gedichte - Dionysos Verlag 2019, Boppart/Deutschland ISBN 978-1689716055
- Liviu Ioan Stoiciu: Das verderben der Schönheit, Dionysos Boppard, 2020 ISBN 9781074943691
- Magda Cârneci, Oh, meine Generation, Dionysos Boppard, Rheinland-Pfalz - 2020, ISBN 13979-8642358887, Trans: Christian W. Schenk Germany
- Horia Gârbea, Der vergessene Traum, Dionysos, Boppard 2020, ISBN 9798625419635
- Mircea Petean: Annas Gedichte, Übersetzer: Herbert-Werner Mühlroth Cover: Oana Stepan, Herausgeber: Christian W. Schenk, Dionysos – 2020 Boppard, ISBN 978-606-799-254-0
- Leo Butnaru: Philosophie und Flachsblumen, Gedichte, Erste deutsche Ausgabe, Dionysos – 2020 Boppard am Rhein, ISBN 9798618796552
- Liviu Antonesei: Die Suche der Suche, Gedichtsammlung, Erste deutsche Ausgabe, Dionysos – 2020 Boppard am Rhein ISBN 9798646087998
- Nicolae Sava: Wenn diese Jahreszeit…, Gedichte, Erste deutsche Ausgabe, Dionysos – 2020 Boppard am Rhein, ISBN 9798687455718
- Valeriu Stancu: Im Purpur des Schattens, Gedichtsammlung, Dionysos – 2020 Boppard am Rhein, ISBN 9798651038848
- Vasile Igna: Periskop, Gedichte, Dionysos 2020, Boppard, ISBN 9798635368015
- George Vulturescu: Blinde Augen weinen nicht, Gedichtsammlung, Erste deutsche Ausgabe, Dionysos – 2020 Boppard am Rhein, ISBN 9798649287029
- Aura Christi: Der blaue Salon, Gedichte, Dionysos – 2021 Boppard am Rhein, ISBN 9798682025138
- Nicolae Breban: Gesänge, mit Kupferstichen von den Ersten deutschen Künstlern des XVI-XVIII, Jahrhundert, Erste deutsche Ausgabe, Dionysos – 2021 Boppard am Rhein, ISBN 9798574797365
- Evekyne Maria Croitoru: Die Träne der Zeit - Lacrima timpului, Zweisprachige Ausgabe: Deutsch-Rumänisch, Ediție bilingvă: Germană-Română, Dionysos – 2021 Boppard am Rhein, ISBN 9783752692341
- Linda Maria Baros: Die Autobahn A4 und andere Gedichte, Erste deutsche Ausgabe, Dionysos – 2021 Boppard am Rhein, ISBN 9798588373098
- Lucian Blaga: Die schönsten Gedichte, Dionysos – 2021 Boppard am Rhein, ISBN 9798584782634
- Niculna Oprea: Tanz des Regens, Gedichte, Erste deutsche Ausgabe, Dionysos – 2021 Boppard ISBN 9798576504084
- Coman Șova: Der Vorbeigehende Mann, Erste deutsche Ausgabe, Dionysos – 2021 Boppard, ISBN 9798714381768
- Simona-Grazia Dima: Der Traum der kleinen Wesen; Gedichte, Erste deutsche Ausgabe, Dionysos – 2021 Boppard am Rhein, ISBN 9798568884491
- Vasile Tudor: Das Gleiche anders, Gedichte, Erste deutsche Ausgabe, Dionysos – 2021 Boppard ISBN 9798554786587
- Victoria Milescu: Jenseits der Einsamkeit, Cover: Rembrandt: Ausschnitt (Frei), Erste deutsche Ausgabe, Dionysos – 2021 Boppard; ISBN 9798706326104
- Clelia Ifrim: Meii lui Abel - Abels Lämmer, Poeme/Gedichte – ed. Coresi, București - eLiteratura 2021, ISBN 978-606-001-414-0
- Friedrich Hölderlin: Buna Vestire: Poezii – Dionysos, Boppard 2021 ISBN 9783753401270
- Ioan Flora: Der Zustand - Gesammelte Gedichte, Dionysos – Boppard 2021, ISBN 9798732077247
- Nicolae Breban: Gesänge-, Dionysos – Boppard 2021, ISBN 9798574797365
- Friedrich Hölderlin: Buna Vestire: Poezii – Dionysos, Boppard 2021 Kindle Ausgabe;
- Emilian Marcu: Die Inkunabeln auf der Seeinsel-, Dionysos – Boppard 2021, ISBN 9798543857533
- Nicolae Panaite: Verlustbilder-, Dionysos – Boppard 2021, ISBN 9798547124747
- Constantin Marafet: Rauschen: Gedichte- Dionysos – Boppard 2022, ISBN 9798444770894
- Tudor Arghezi - Auf einem Buch, Gedichte, ISBN 9798353740667, Erste deutsche Ausgabe: Dionysos– 2022 Boppard am Rhein;
- Else Lasker-Schüler - Pianul meu albastru, Gedichte, ISBN 9783756836048, Erste deutsche Ausgabe Dionysos 2022 Boppard am Rhein.

#### eBooks
- Mihail Eminescu: Gedichte (Rumänische Lyrik) von Mihail Eminescu und Christian W. Schenk (Kindle Edition - 30. Oktober 2011);
- Über den Wald - Gedichte (Gegenwartslyrik) von Cassian Maria Spiridon, Simone Reicherts, Daniel P. Schenk und Christian W. Schenk von Dionysos (Kindle Edition - 24. April 2002);
- Niemandsinsel - Gedichte (Gegenwartslyrik) (Rumänische Gegenwartslyrik) von Gellu Dorian und Christian W. Schenk von Dionysos (Kindle Edition - 8. November 2011);
- Sternenherbst - Gedichte (Gegenwartslyrik) (Rumänische Gegenwartslyrik) von Ana Blandiana und Christian W. Schenk von Dionysos (Kindle Edition - 19. November 2011);
- Ein Garten ist in mir - Gedichte (Gegenwartslyrik) (Rumänische Gegenwartslyrik) von Ion Caraion und Christian W. Schenk von Dionysos (Kindle Edition - 6. Dezember 2011);
- Wortwunde - Gedichte (Gegenwartslyrik) (Rumänische Gegenwartslyrik) von Valeriu Stancu und Christian W. Schenk von Dionysos (Kindle Edition - 15. Dezember 2011);
- Mandala - Gedichte (Gegenwartslyrik) von Christian W. Schenk, Dionysos (Kindle Edition - 9. November 2011);
- Geflüster - Gedichte (Gegenwartslyrik) von Aura Christi und Christian W. Schenk von Dionysos (Kindle Edition - 9. November 2011);
- Tanz der Monaden - Gedichte (Rumänische Gegenwartslyrik) von Lucian Vasiliu und Christian W. Schenk von Dionysos (Kindle Edition - 15. November 2011);
- Die Leere der Glocke - Gedichte (Gegenwartslyrik) (Rumänische Gegenwartslyrik) von Marin Sorescu und Christian W. Schenk, Dionysos (Kindle Edition - 22. November 2011);
- Ohne Titel - Gedichte (Gegenwartslyrik) (Rumänische Gegenwartslyrik) von Viorela Codreanu Tiron und Christian W. Schenk von Amanda Edit (Kindle Edition - 1. Dezember 2011);
- Geboren in Utopia - Gedichte (Gegenwartslyrik) (Rumänische Gegenwartslyrik) von Stefan Augustin Doinas und Christian W. Schenk von Dionysos (Kindle Edition - 4. Dezember 2011);
- Gewissensdämmerung und... Elegii coliconeze (Gedichte) (Gegenwartslyrik) von Christian W. Schenk (Kindle Edition - 11. November 2011);
- Drehung - Gedichte (Gegenwartslyrik) (Rumänische Gegenwartslyrik) von Marin Mincu und Christian W. Schenk von Dionysos (Kindle Edition - 9. Dezember 2011);
- Mit Gedanken und mit Bildern - Gedichte (Gegenwartslyrik) (Rumänische Gegenwartslyrik) von Cassian Maria Spiridon und Christian W. Schenk von Dionysos (Kindle Edition - 2018);
- Geflüster - Gedichte (Gegenwartslyrik) von Aura Christi und Christian W. Schenk von Dionysos (Kindle Edition - 9. November 2011);
- Cassian Maria Spiridon: Mit Gedanken und mit Bildern, Dionysos, Boppard 2018, Kindle Ausgabe;
- Marius Chelaru: Die Ecke des Bettlers, Gedichte/Poezii (Rumänische Gegenwartslyrik, Band 21/2018), Dionysos, Boppard, ISBN-10: 1976962781, ISBN-13: 978-1976962783; Kindle Ausgabe;
- Pieta:, Eine Auswahl rumänischer Lyrik, Dionysos, Boppard, 2018, Kindle Ausgabe;
- Antologie – Poetica: Cenaclul Poetic Schenk, Dionysos, Boppard, bod - BOD Ausgabe;
- George Bacovia - Blei und andere Gedichte,  Dionysos Boppard 2018, bod - BOD Ausgabe;
- Liviu Ioan Stoiciu: Das verderben der Schönheit, Dionysos Boppard, 2020 Kindle Ausgabe;
- Leo Butnaru: Philosophie und Flachsblumen, Dionysos Boppard, 2020 Kindle Ausgabe;
- Magda Cârneci, Oh, meine Generation, Dionysos Boppard, Rheinland-Pfalz - 2020, Kindle Ausgabe;
- Lucian Blaga: Die schönsten Gedichte, Dionysos – 2021 Boppard am Rhein, Kindle Ausgabe;
- Niculina Oprea: Tanz des Regens, Gedichte, Erste deutsche Ausgabe, Dionysos – 2021 Kindle Ausgabe;
- Coman Șova: Der Vorbeigehende Mann, Erste deutsche Ausgabe, Dionysos – 2021 Boppard Kindle Ausgabe;
- Simona-Grazia Dima: Der Traum der kleinen Wesen; Gedichte, Erste deutsche Ausgabe, Dionysos – 2021 Boppard am Rhein, Kindle Ausgabe;
- Vasile Tudor: Das Gleiche anders, Gedichte, Erste deutsche Ausgabe, Dionysos – 2021 Boppard
- Camelia Ioniță Mikesch, Engel mit irdenen Flügeln, Zweisprachig deutsch-rumänisch, Übersetzt von Renate Müller, Herausgeber: Christian W. Schenk, Dionysos – 2022 Boppard am Rhein ISBN  9783756292134
- Eugen Richard Popof, Unsterblichkeit, Gesamtwerke Bd. I und Bd. II, Herausgeber: Christian W. Schenk, DIONYSOS – 2023 Boppard am Rhein, ISBN  9783756809387
- Dumitru Crudu, Cantos, Übersetzt von Christian W. Schenk, DIONYSOS – 2023, Boppard am Rhein, ISBN  9798392494767
- Dumitru Chioaru, TintengeruchÜbersetzt von Christian W. Schenk, DIONYSOS – 2023 Boppard am Rhein, ISBN  9798389754751
- Dumitru Velea, Lucifera und andere GedichteÜbersetzt von Christian W. Schenk, DIONYSOS – 2023 Boppard am Rhein, ISBN 9798393633479
- Christian W. Schenk - Ultimul testament, Carte cu care nu-mi fac prieteni, ISBN 9783755756934
- Vasile Voiculescu - Gedichte und Prosa, Übersetzt von Christian W. Schenk, ISBN 9798395348876

Kindle Ausgabe
- Victoria Milescu: Jenseits der Einsamkeit, Cover: Rembrandt: Ausschnitt (Frei), Erste deutsche Ausgabe, Dionysos – 2021 Boppard; Kindle Ausgabe;
- Friedrich Hölderlin: Buna Vestire: Poezii – Dionysos, Boppard 2021 Kindle Ausgabe;
- Nicolae Breban: Gesänge-, Dionysos – Boppard 2021, BOD;
- Christian W. Schenk Omul cu firimituri, Dionysos Boppard, 2022;
- Christian W. Schenk Scrisori 1991-2002 Vol. I, Dionysos Boppard 2022;
- Christian W. Schenk Scrisori 1991-2002 Vol. II, Dionysos Boppard 2022;
- Eugen Simion,  Ovid. S. Crohmălniceanu, Dumitru Micu,  Marin Mincu, Gheorghe Bulgăr, Emil Manu, Ștefan Borbély,  Theodor Damian,  Emilian Galaicu-Păun, ,  Ioan Lazăr,  ,  Joachim Wittstock: Eseuri critice despre Schenk, Dionysos Boppard 2022;
- Ion Minulescu Einfach nur Gedichte, Dionysos Boppard 2022
- Lucian Blaga Anthologie der rumänischen Volkspoesie, Artur Greive, Gerda Schüler,  Ion Taloș,  Dionysos Boppard 2022;
- Tristan Tzara Kerzen im Draht - Gesammelte Gedichte, Dionysos Boppard 2022;
- Christian W. Schenk Exegeze - Eseuri critice, Dionysos [[Boppard[[ 2022;
- Tudor Arghezi - Auf einem Buch, Gedichte, Erste deutsche Ausgabe: Dionysos 2022 Boppard am Rhein;
- Else Lasker-Schüler - Pianul meu albastru, Gedichte, Erste deutsche Ausgabe Dionysos 2022 Boppard am Rhein.
- Camelia Ioniță Mikesch, Engel mit irdenen Flügeln, Zweisprachig deutsch-rumänisch, Übersetzt von Renate Müller, Herausgeber: Christian W. Schenk, Dionysos – 2022 Boppard am Rhein, ISBN  9783756292134
- Eugen Richard Popof, Unsterblichkeit, Gesamtwerke Bd. I und Bd. II, Herausgeber: Christian W. Schenk, DIONYSOS – 2023 Boppard am Rhein, ISBN  9783756809387
- Dumitru Crudu - Cantos, Übersetzt von Christian W. Schenk, DIONYSOS – 2023, Boppard am Rhein, ISBN  9798392494767
- Dumitru Chioaru, Tintengeruch Übersetzt von Christian W. Schenk, DIONYSOS – 2023 Boppard am Rhein, ISBN  9798389754751
- Dumitru Velea, Lucifera und andere Gedichte, übersetzt von Christian W. Schenk, DIONYSOS – 2023 Boppard am Rhein, ISBN 9798393633479
- Christian W. Schenk - Ultimul testament, Carte cu care nu-mi fac prieteni, ISBN 9783755756934
- Vasile Voiculescu - Gedichte und Prosa, Übersetzt von Christian W. Schenk, ISBN 9798395348876

## Prezent în antologii
- Die Jahreszeiten, Hockenheim 1991;
- Das Gedicht '92 - Eine Auswahl neuer deutscher Lyrik, Edition Lyrik 1992;
- Lyrik heute, Czernik Verlag 1993;
- Unterm Fuß zerrinnen euch die Orte - Neue deutsche Lyrik zum Thema Heimat, Freudenstadt 1993.
- Heimkehr, Edition "L" 1994.
- Streiflicht – Eine Auswahl zeitgenössischer rumänischer Lyrik (81 rumänische Autoren), - "Lumina piezișă", antologie bilingvă cuprinzând 81 de autori români în traducerea lui Christian W. Schenk, Dionysos Verlag, Kastellaun, Germania 1994, ISBN 3-9803871-1-9.
- Éthique et Esthétique Anthologie de George Astalos, Éditeur Maison Poésie, Paris, 1996, ISBN 978-2910703073 (ISBN 291070307X).
- Vânătoare de vise (Cartea Festivalului International de Poezie Oradea, 1997), Editura Cogito
- O sută de catarge - Microantologie de haiku a poeților români, ed. Haiku 1997
- Rumänische Dichter - Romania Press, 1998
- Spectre Lyrique - edition Europa 1999
- Mărturii la sfârșit de veac - Vol I, (interviuri) - Ed. Arionda 2000, ISBN 973-99697-2-0
- Die schönsten Gedichte aus Rumänien, Von Mioritza bis zur Gegenwart, Lyrikanthologie von Ion Acsan, Matei Albastru. Bukarest: România Press, 2003.
- 101 dialoguri în libertate - Vol II, Cassian Maria Spiridon, (interviuri) - Ed. Ideea Europeană, ISBN 978-606-594-083-3
- Lyrical Anthology/Antologie lirică - Antares 2010, 2011 ISBN 978-973-1952-15-4 și ISBN 978-973-1952-29-1
- Pieta: - Eine Auswahl rumänischer Lyrik, 2018, ISBN 9781977075666;

## În colaborare
- Rumänische Dichter (Poeți români), Romania Press, 1998, ISBN 973-97390-7-5 și Verl. d. Zeitschr. für internat. Literatur LOG (Log-Buch 21) Viena, ISBN 3-900647-21-6
- Einhundertelf Rumänische Dichter (O sută unsprezece poeți români), România Press, 2000, București
- Rumänische Dichter von Eminescu bis zur Gegenwart (Poeți români de la Eminescu până astăzi), România Press, 2001, București 1. ISBN 9739969666.
- Abgenutzter Engel: Zehn rumänische Dichter, Dionysos Verlag (mai 2004), 1. ISBN 3933427134,  2. ISBN 978-3933427137
- Rumänische Dichter von Mihai Eminescu bis zur Gegenwart - Lyrikanthologie. Anthologie Liyica Orfeu. Gavril Matei Albastru in Zusammenarbeit mit Christian W. Schenk; Verlag: Viena: Romania Press, 2001) ASIN: B00ISF2CWS. ISBN 973-99696-6-6, ediția III revizuită, Viena ISBN 3-900647-22-4.
- Mircea Petean: Anas Gedichte Dionysos, antolog. și trad. de Herbert-Werner Mühlroth = Anthologie und Übersetzung von Herbert-Werner Mühlroth. - Florești : Limes ; Boppard am Rhein: Dionysos, 2019, ISBN 978-606-799-349-3 .
- Eminescu - Afinități lirice de tinerețe 1869-1874, Valentin Coșereanu, Christian W. Schenk, Editura Junimea, 2022 ISBN 978-973-37-821-135-1

## Premii și mențiuni
- 1971: Premiul național pentru debut în lirică inițiat de către Nicolae Tăutu (1919 - 1972)
- 1993: Premiul de juriu al Societății Autorilor Liberi de Limbă Germană
- 1994: Premiul „Poesis“ pentru traducerile în limba română
- 1997: Premiul special al Festivalului Internațional de poezie Oradea
- 1998: Premiul „Frontiera Poesis“ pentru traducerile în limba germană
- 1999: BOL Premiul Jubiliar „Anul Goethe“
- 2000: Brevet prezidențial pentru merite deosebite aduse culturilor naționale române și germane, înmânat de către președintele României - Brevet de conferire a medaliei comemorative „150 de ani de la nașterea lui Mihail Eminescu pentru contribuția deosebită adusă la promovarea operei eminesciene;
- 2000: Cetățean de onoare al municipiului Cluj-Napoca
- 2000: a fost distins prin Decret Prezidențial cu Medalia Comemorativă „Eminescu-2000”, înmânată de către ministrul culturii din România Ion Caramitru;
- 2001: Premiul pentru poezie „Convorbiri literare“ - Iași
- 2002: Premiul pentru excelența programului editorial al editurii Dionysos Convorbiri literare - Iași
- 2006: "Cavaler al Ordinului Danubian" - Galați
- 2006: Medalia de argint a Fundației Culturale Antares, Galați pentru merite deosebite în răspândirea culturii române în lume
- 2006: Mențiune „Excelență în literatură“ Societatea „Conta“ Piatra Neamț
- 2006: Mențiune „MAGNA CUM AMICITIAE“ pentru consecvența întreținerii relațiilor est-vest (Muzeul Literaturii Române, Iași)
- 2007 Diplomă de Excelență - Memorial Ipotești - Centrul Național de Studii Mihail Eminescu
- 2007 Uniunea Scriitorilor din România, Filiala Iași, Premiul pentru opera și activitatea culturală în spațiul literar român și german
- 2015 Primăria Municipiului Iași, Titlul de: Ambasador al poeziei.
- 2015 Premiul național ‘’Eminescu’’ pentru traducere și promovare a operei eminesciene în străinătate. Memorialul Ipotești - Centrul Național de Studii Mihail Eminescu.
- 2016 Titlu de "Ambasador Cultural", Iași, "Palatul Culturii"!
- 2017, 27.05, Titlul de "Ambasador al Poeziei"[2], Iași;
- 2018 premiu: Uniunea Scriitorilor din România, Filiala Iași,
- 2019 PREMIUL Filialei Iași - Uniunea Scriitorilor din România pentru promovarea prin traducere a scriitorilor români,
- 2021 Asociația Culturală “Feed Back”, PREMIUL REVISTEI DE EXPERIMENT LITERAR “Feed Back” pentru poezie,
- 2021 (11.11), PREMIUL OPERA OMNIA USR pentru întreaga operă literară;
- 2022 Nominalizare la Premiul Național al Uniunii Scriitorilor din România;
- 2023 Marele Premiu Vasile Voiculescu, Buzău, 14.10.2023.[43]
- 2024 Premiul Internațional „Radu Gabriel Pârvu” în cadrul Festivalului Internațional de Literatură FILSTREET pentru merite deosebite în promovarea literaturii române în spațiul de limbă germană.[44]